# Phalangonyx hormozianensis
Phalangonyx hormozianensis är en skalbaggsart som beskrevs av Rudolph Petrovitz 1980. Phalangonyx hormozianensis ingår i släktet Phalangonyx och familjen Melolonthidae. Inga underarter finns listade i Catalogue of Life.